# HMS Falmouth (könnyűcirkáló)
A HMS Falmouth a Brit Királyi Haditengerészet egyik Town-osztályú könnyűcirkálója volt. A cirkáló a William Beardmore and Company hajógyárában készült, ahonnan 1910. szeptember 20-án bocsátották vízre. A hajó a Weymouth alosztályba tartozott.
A Falmouth az első világháború számos tengeri ütközetében részt vett. A háború kitörésekor az 5. cirkáló raj tagjaként az Atlanti-óceán középső vizein teljesített szolgálatot. 1914 augusztusában a brit cirkáló négy német kereskedőhajót süllyesztett el, és még ebben a hónapban áthelyezték a Nagy Flotta 1. könnyűcirkáló rajába. 1914. augusztus 28-án a Falmouth részt vett a helgolandi csatában, 1915. január 24-én pedig a doggerbanki ütközetben.
1916. május 31-én, és június 1-jén, mikor részt vett a jütlandi csatában, még mindig az 1. könnyűcirkáló raj tagja volt. Eseményekkel teli pályafutása 1916. augusztus 19-én ért véget, mikor a német U-63 tengeralattjáró elsüllyesztette. A hajó most 15 méter mélyen fekszik, nem messze a brit partoktól.